# Tânia Maya
Tânia Maya (São Paulo, ) é uma cantora e compositora brasileira. Possui formação em Letras, Licenciatura e Bacharelado em Língua e Literatura Portuguesa e Inglesa.

## Carreira
Tânia começou sua carreira em 1991, quando integrou a oficina de atores e cantores chamada Companhia dos Menestréis, dirigida por Oswaldo Montenegro, com quem foi casada até 2003.
Até 1994, participou de inúmeras montagens teatrais com os Menestréis e teve participações em trilhas sonoras de filmes e nos shows e álbuns de Oswaldo Montenegro. Em uma destas participações a cantora chamou a atenção do produtor Roberto Menescal, que a convidou a participar do projeto (CD) "Canções para um Mago" (Warner 1995), sobre a obra de Paulo Coelho. Tânia migrou para a carreira musical levando a influência que teve através do teatro. Foi o musical Pocket Broadway, do qual participou, que marcou a transição de um momento para o outro.
Seu primeiro álbum solo, "Dedicatória" (2000), lançado independentemente, teve como repertório composições de Oswaldo. Conforme suas próprias palavras, foi uma maneira de demonstrar "gratidão a tudo o que eu aprendi com ele, era uma coisa que eu fazia questão de ver concretizado". Segundo Tânia, o trabalho com Oswaldo a fez descobrir-se como artista.
Ainda neste ano foi uma das cantoras que se apresentaram no Golden Hall, no show em homenagem aos quarenta anos de carreira de Roberto Menescal. Em 2005 teve seu trabalho produzido por Billy Brandão.
Outras influências musicais são de bandas internacionais como o Pink Floyd, Queen e U2. Tânia admite se influenciar, mais recentemente também pelo trabalho de compositores brasileiros como Lenine, Nando Reis, Paulinho Moska e Zeca Baleiro. Estes são representados no repertório de seu segundo álbum, "Tânia Maya" (2003, Warner Music). O álbum, de sonoridade inédita no Brasil, traz uma mistura inusitada de New Age, World Music e MPB. Dudu Falcão assina três das doze faixas, como "Dúvida", versão de "Nha Vida", sucesso da cantora cabo-verdiana Lura. Outras faixas mais "etéreas" também dão o tom do álbum. "Halo", de Pedro Luis, "Procura", de Dudu Falcão e "Lenda da Lavadeira" de Montenegro são algumas delas, bem como a última faixa do álbum, o mantra "Jay Ma".

## Projetos
Tânia Maya ficou em cartaz em 2004 com o espetáculo "Deus", em São Paulo. Com direção artística e roteiro de Montenegro, músicas de Chico Buarque, Lenine, Gilberto Gil, Caetano Veloso, José Miguel Wisnik, Mutantes, Raul Seixas, Renato Russo, Cazuza e Walter Franco eram introduzidas por textos de "vários escritores brasileiros que se manifestaram de alguma maneira sobre o tema Deus. Não com um enfoque religioso ou místico, mas através de manifestações artísticas", segundo Tânia.
Tânia ainda faz parte do Projeto Música em Família, idealizado por Eduardo Bologna e Paula Santisteban e produzido pela produtora Karranka Sonora. O projeto consiste em levar espetáculos musicais a teatros e auditórios de escolas da cidade de São Paulo, com o intuito de reunir a família e a comunidade escolar.
Outras parcerias de Tânia incluem o compositor de new age Corciolli e participações em álbuns de Roberto Menescal e Danilo Caymmi, além de diversos trabalhos com Montenegro. Em 2007, Tânia deve lançar seu próximo CD, com releituras de músicas nacionais e internacionais, além de composições próprias.
Participa anualmente no Sarau Lítero Musical, organizado anualmente pela professora (e sua prima) Stella Regina,juntamente com seu marido Luis.Tãnia sempre canta nessa festa abrilhantando cada vez mais a festa.

## Discografia
Além das gravações próprias, canções suas são gravadas por outros artistas, como "Serenô", gravada por Maria Bethânia.
Além da carreira solo, participou de inúmeras coletâneas, como "O Fim do Mundo", "Tocaia Grande", "Chill Out Brazil 2", "Amado, Jorge Amado", "Eletrobossa", etc, ao lado de artistas como Gilberto Gil e Milton Nascimento.
pela Warner Music com a produção de. Participou de inúmeras coletâneas como “O fim do mundo” (trilha de novela da Rede Globo), “Tocaia Grande” (trilha de novela da Rede Manchete),“Chill Out Brazil 2” (Warner Music 2004 com participação de Milton Nascimento, Gilberto Gil), “Amado, Jorge Amado” (Warner, 2000 com participação de Lenine, Sandra de Sá, Caetano Veloso) e “Eletrobossa” (Azul Music), entre outras.
- ""Dedicatória"" (2000), Independente
  - Canções: Só; Léo e Bia; Andando em Copacabana; Verde; No Final da Brincadeira; Bandolins; Mistérios; Celeiro; Condor; Gueixa; Simpatia de Giz; Se Puder, Sem Medo; Quebra-Cabeça Sem Luz; Éter no Cristal; A Voz da Tela;
- ""Tânia Maya"" (2003), Warner Music (com produção de Tom Capone)[6]
  - Canções: Procura; Dúvida (Nha Vida); Quem Vai Dizer Tchau?; Eu Tô Voando; Fuga nº2; Tudo por Acaso; Baby; Laser; Halo; Lenda da Lavadeira; A Voz da Tela; Jay Ma;